# Damon Albarn
Damon Albarn (pronunciado /ˈdeɪmən_ˈɔːlbɑrn/; Londres, Inglaterra, 23 de marzo de 1968) es un músico, cantante, compositor y productor de discos británico, líder y letrista principal de Blur y como cofundador, vocalista principal, instrumentista y compositor principal de Gorillaz, Blur y de The Good, the Bad and the Queen
Criado en Leytonstone, East London, y alrededor de Colchester, Essex, Albarn asistió a Stanway School, donde conoció al guitarrista Graham Coxon y formaron Blur, lanzando su álbum debut Leisure en 1991. Después de pasar largos períodos de gira por los Estados Unidos, la composición de Albarn se vio cada vez más influenciada por bandas británicas de la década de 1960. El resultado fueron los álbumes de Blur Modern Life Is Rubbish (1993), Parklife (1994) y The Great Escape (1995). Los tres álbumes recibieron elogios de la crítica, mientras que Blur ganó popularidad masiva en el Reino Unido, ayudado por una rivalidad en las listas de éxitos de britpop con Oasis. Álbumes posteriores como Blur (1997), 13 (1999) y Think Tank (2003) incorporó influencias de lo-fi, art rock, electrónica y world music. Estos fueron seguidos por The Magic Whip (2015), el primer álbum de estudio de Blur en 12 años.
Albarn formó la banda virtual Gorillaz en 1998 con el dibujante de cómics Jamie Hewlett. Con influencias del hip hop, dub, pop, trip hop, y música del mundo, Gorillaz lanzó su álbum debut homónimo en 2001 con éxito mundial, seguido por los también exitosos Demon Days (2005), Plastic Beach, The Fall (ambos en 2010), Humanz (2017), The Now Now (2018) y la primera temporada de su proyecto Song Machine, Song Machine, Season One: Strange Timez (2020) y Cracker island (2022) Aunque Albarn es el único colaborador musical permanente, los álbumes de Gorillaz suelen incluir colaboraciones de una variedad de artistas. Gorillaz es citado por el Libro Guinness de los récords mundiales como la «banda virtual más exitosa».
Los otros proyectos notables de Albarn han incluido dos supergrupos: The Good the Bad & the Queen y Rocket Juice & the Moon y ha trabajado con la organización sin fines de lucro Africa Express, que cofundó, y compuesto bandas sonoras de películas. También compuso la música de las producciones teatrales Monkey: Journey to the West (2008), Dr Dee (2012) y Wonder.land ( 2016). Su primer álbum de estudio en solitario, Everyday Robots, fue lanzado en 2014, seguido de The Nearer the Fountain, More Pure the Stream Flows, lanzado en 2021.
En 2008, The Daily Telegraph colocó a Albarn en el puesto 18 en su lista de las 100 personas más poderosas de la cultura británica. En 2016, Albarn recibió el Premio Ivor Novello a la trayectoria de la Academia Británica de Compositores, Compositores y Autores. Fue nombrado Oficial de la Orden del Imperio Británico (OBE) en los Honores de Año Nuevo 2016 por sus servicios a la música. En 2020, se concedió a Albarn ciudadanía islandesa.

## Biografía
Albarn nació el 23 de marzo de 1968; es el hijo mayor del artista Keith Albarn y su esposa Hazel, de soltera Dring. Su hija Jessica, nacida en 1971, también se convirtió en artista. Hazel Albarn, originalmente de Lincolnshire y de origen danés, fue diseñadora teatral para la compañía de teatro de Joan Littlewood en el Theatre Royal Stratford East en Londres, y estaba trabajando en la satírica El diario de la Sra. Wilson justo antes de que naciera Damon. Keith Albarn, originario de Nottinghamshire, fue brevemente el gerente de Soft Machine y una vez fue invitado en el programa Late Night Line-Up de la BBC. Fue director de la Escuela de Arte de Colchester en el Instituto Colchester.
El abuelo paterno de Damon, Edward, un arquitecto, había sido objetor de conciencia durante la Segunda Guerra Mundial y estuvo involucrado en una comunidad agrícola en Lincolnshire, convirtiéndose en un activista por la paz. En 2002 Edward Albarn murió; Damon declaró en una entrevista que Edward no quería vivir más y decidió hacer una huelga de hambre. En 1968, a la edad de seis meses, Albarn era un "experto en pruebas" de diseños de ayudas educativas y juguetes para niños, incluidos muebles de fibra de vidrio y estructuras de juego llamadas "El Kissmequiosk", "The Apollo Cumfycraft" y "The Tailendcharlie" producidos por la empresa de su padre "Keith Albarn & Partners Ltd" bajo el nombre comercial de "Playlearn, Ltd."
Cuando Damon y Jessica estaban creciendo, su familia se mudó a Leytonstone, East London. El hogar fue descrito como "bohemian" y su crianza como "liberal". Damon y Jessica también se criaron en la religión cuáquera. Albarn estuvo de acuerdo con los puntos de vista de sus padres y luego afirmó: "Siempre pensé que mis padres tenían toda la razón. Fui contra la corriente de una manera extraña, siguiéndolos continuamente". Sus padres escuchaban principalmente blues y música africana. Cuando Albarn tenía nueve años, su familia hizo un viaje de vacaciones a Turquía durante tres meses antes de establecerse en Aldham, Essex, un área descrita por Albarn como "uno de esos florecientes experimentos Thatcher en los que estaban construyendo montones de pequeñas propiedades". La población de la zona era predominantemente blancos británicos a diferencia de la parte étnicamente mixta de Londres a la que se había acostumbrado. Se describió a sí mismo como "no encajaba realmente con la política del lugar".

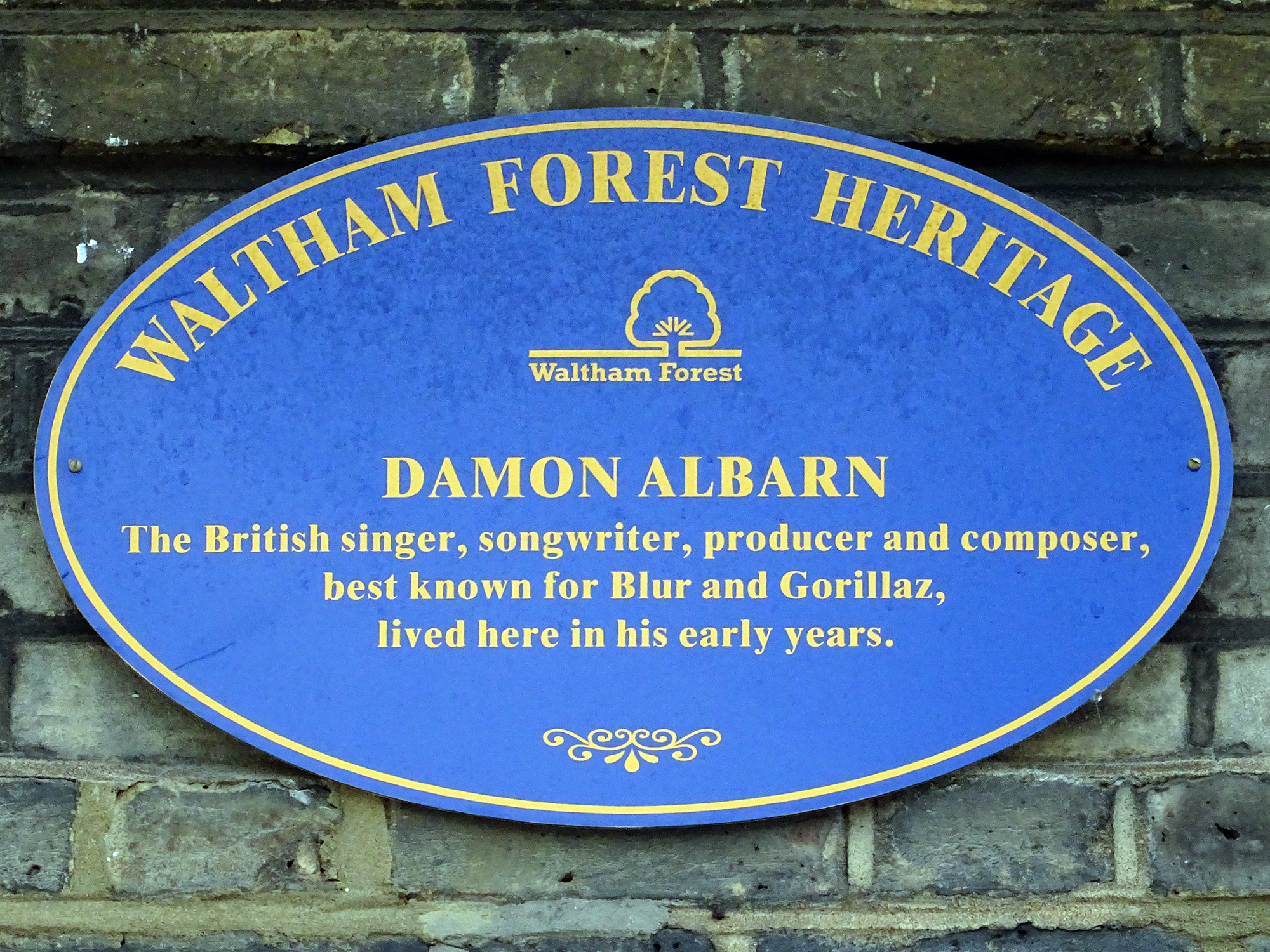
Placa conmemorativa en 21 Fillebrook Road Leytonstone, East London, donde se crio Albarn

Albarn se interesó por la música desde una edad temprana, asistiendo a un concierto de Osmonds a la edad de seis años. Comenzó a tocar la guitarra, el piano y el violín en su juventud y estaba interesado en componer música, una de sus composiciones ganó un calor en el concurso nacional de Joven Compositor del Año. Damon y Jessica asistieron a una escuela primaria cercana que, según Damon, fue Incendio premeditado siete veces durante un período de 18 meses por uno de los maestros. Después de que ambos hermanos reprobaron sus exámenes de Once-Plus, comenzaron a asistir a la Escuela Integral de Stanway, donde Damon se describió a sí mismo como "realmente impopular" e "[irritante para] mucha gente". Sin embargo, desarrolló un interés en el teatro y comenzó a actuar en varias producciones escolares. Fue en Stanway donde conocería al futuro guitarrista de Blur Graham Coxon, quien recuerda haberlo visto actuar y sentir que era un "intérprete seguro", así como un "presumido". Las primeras palabras de Albarn dirigidas a Coxon fueron "Tus brogues son una mierda, amigo. Mira, los míos son del tipo adecuado" mientras mostraba sus zapatos de cuero, calzado de moda en ese momento influenciado por el Mod Revival. Sin embargo, la pareja se convirtió en buenos amigos, debido a su pasión compartida por la música, en particular bandas como The Jam, The Beatles, The Human League, XTC y Madness. Albarn también ha reconocido a The Specials y Fun Boy Three como algunas de sus primeras influencias, y John Lennon en él comenzando a escribir canciones.
Estudió actuación en la East 15 Acting School en Debden, pero se fue después del primer año. Al salir de la escuela de teatro, firmó un contrato de producción y gestión con Marijke Bergkamp y Graeme Holdaway, propietarios del estudio de grabación Beat Factory, donde los miembros de Blur, entonces conocidos como Seymour, hicieron sus primeras grabaciones. Su primera banda fue el grupo de synthpop, Two's a Crowd. Antes de Blur, estuvo con Aftermath y Real Lives.

## Carrera musical

### Blur

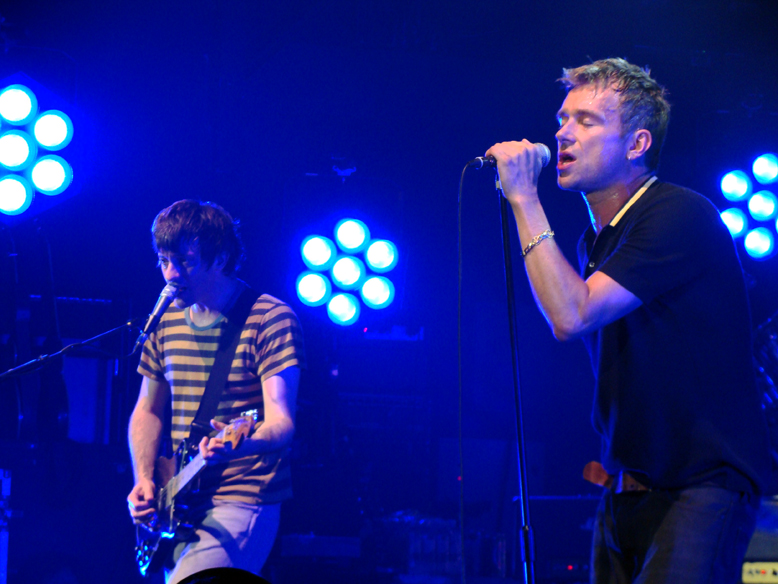
Coxon (izquierda) y Albarn (derecha) en vivo en la Academia de Newcastle en junio de 2009

#### Formación yLeisure
Albarn se matriculó en un curso de música a tiempo parcial en el Goldsmiths College de Londres en 1988, alegando que su única intención era obtener acceso a la barra del sindicato de estudiantes. Albarn estaba en un grupo llamado Circus junto a Coxon y el baterista Dave Rowntree. Alex James, un compañero de estudios en Goldsmiths, finalmente se unió como bajista del grupo. Cambiaron su nombre a Seymour en diciembre de 1988, inspirados en Seymour: An Introduction de J.D. Salinger. En marzo de 1990, después de cambiar su nombre a Blur, firmaron con Food Records.
En octubre de 1990, Blur lanzó su primer sencillo, «She's So High», que alcanzó el puesto 48 en la UK Singles Chart. La banda tuvo problemas para crear un sencillo, pero progresó cuando se unieron al productor Stephen Street. El sencillo resultante, «There's No Other Way», se convirtió en un éxito, alcanzando el número ocho. Como resultado del éxito del sencillo, se convirtieron en estrellas del pop y fueron aceptados en un grupo de bandas que frecuentaban el club Syndrome en Londres apodado The Scene That Celebrates Itself. La grabación del álbum debut del grupo se vio obstaculizada porque Albarn tuvo que escribir sus letras en el estudio. Aunque el álbum resultante, Leisure (1991), alcanzó el puesto número siete en la UK Albums Chart, recibió críticas mixtas, y según el periodista John Harris, «no pudo quitarse el olor a anticlímax». Desde entonces, Albarn se ha referido a Leisure como un álbum «horrible».

#### Erabritpop
Después de descubrir que tenían una deuda de 60 000 libras esterlinas, realizaron una gira por los EE. UU. en 1992 en un intento de recuperar sus pérdidas. Albarn y la banda se volvieron cada vez más infelices y nostálgicos durante la gira estadounidense de dos meses y comenzaron a escribir canciones que «crearon una atmósfera inglesa». Blur había sufrido un cambio ideológico y de imagen destinado a celebrar su herencia inglesa en contraste con la popularidad de las bandas estadounidenses de grunge como Nirvana. Aunque escéptico sobre el nuevo manifiesto de Albarn, Balfe dio su consentimiento para la elección de la banda de Andy Partridge de la banda XTC para producir su continuación de Leisure. Las sesiones con Partridge resultaron insatisfactorias, pero una reunión casual con Stephen Street hizo que regresara para producir el grupo.
El segundo álbum de Blur, Modern Life Is Rubbish, fue lanzado en mayo de 1993 y alcanzó el puesto 15 en las listas británicas, pero no logró ingresar al Billboard 200 de EE. UU., vendiendo solo 19 000 copias. A pesar del pobre desempeño del álbum, Albarn estaba contento con la dirección de la banda y escribió prolíficamente para el próximo álbum de Blur. Parklife fue lanzado en 1994 y revivió la fortuna comercial de Blur, con el primer sencillo del álbum, «Girls & Boys», con influencia del género disco, logrando elogios de la crítica y el éxito en las listas. Parklife entró en la lista británica en el número uno y permaneció en la lista de álbumes durante 90 semanas. Recibido con entusiasmo por la prensa musical, Parklife es considerado como uno de los discos definitorios del britpop.] Blur ganó cuatro premios en los Brit Awards de 1995, incluidos Mejor grupo británico y Álbum británico del año por Parklife. Más tarde, Coxon señaló a Parklife como el momento en que «[Blur] pasó de ser considerada como una banda artística alternativa a esta nueva y sorprendente sensación del pop». Sin embargo, Albarn se sentía incómodo con la fama y sufría ataques de pánico.
Comenzaron a trabajar en su cuarto álbum The Great Escape a principios de 1995. Sobre la base de los dos álbumes anteriores de la banda, la letra de Albarn para el álbum constaba de varias narraciones en tercera persona. James reflexionó: «Todo era más elaborado, más orquestal, más teatral, y las letras eran aún más retorcidas ... Eran todos personajes disfuncionales e inadaptados jodiendo». El lanzamiento del sencillo principal del álbum, «Country House» jugó un papel en la rivalidad pública de Blur con la banda de Mánchester Oasis denominada «La batalla del britpop». En parte debido al creciente antagonismo entre los grupos, Blur y Oasis decidieron lanzar sus nuevos sencillos el mismo día, un evento que NME llamó el «British Heavyweight Championship». El debate sobre qué banda encabezaría la lista de sencillos británicos se convirtió en un fenómeno mediático y Albarn apareció en News at Ten. Al final de la semana, «Country House» vendió más que «Roll With It» de Oasis por 274 000 copias a 216 000, convirtiéndose en el primer sencillo número uno de Blur.
The Great Escape se lanzó en septiembre de 1995 con críticas positivas y entró en las listas del Reino Unido en el número uno. Sin embargo, la opinión cambió rápidamente y Blur se encontró en gran medida en desgracia con los medios. Tras el éxito mundial de (What's the Story) Morning Glory? de Oasis, los medios bromearon diciendo que Blur «terminó ganando la batalla pero perdiendo la guerra» en comparación con los «héroes de la clase trabajadora» Oasis, que Albarn dijo que lo hacían sentir «estúpido y confundido». El bajista James dijo: «Después de ser el héroe del pueblo, Damon fue el idiota del pueblo durante un breve período... básicamente, era un perdedor, muy públicamente».

### Gorillaz
Damon Albarn y Jamie Hewlett se conocieron en 1990 cuando Graham Coxon, fan del trabajo de Hewlett, le pidió que entrevistara a Blur. La entrevista fue publicada en la revista Deadline, hogar de la tira cómica de Hewlett, Tank Girl. Hewlett inicialmente pensó que Albarn era un «malhumorado», y a pesar de convertirse en un conocido de la banda, usualmente no se llevaba bien con sus miembros, especialmente luego de que empezara a salir con la exnovia de Coxon, Jane Olliver. No obstante, Albarn y Hewlett empezaron a compartir un piso en Westbourne Grove, Londres en 1997. Hewlett había terminado hace poco tiempo con Olliver y Albarn también estaba terminando su publicitada relación con Justine Frischmann de la banda Elastica.
La idea de crear Gorillaz surgió cuando los dos se encontraban mirando MTV: «Si miras MTV durante mucho tiempo, es un poco como el infierno, no hay nada substancial. Entonces se nos ocurrió esta idea de una banda de dibujos animados, algo que sería comentado» dijo Hewlett. La música de la banda es una colaboración entre muchos músicos, Albarn siendo el único músico miembro permanente. Su estilo es en general rock alternativo, pero con un gran número de otras influencias incluyendo el britpop, dub, hip-hop y pop. En 2001, el disco debut homónimo vendió más de 7 millones de copias, e incluyó éxitos tales como «19-2000» y «Clint Eastwood», ganándoles la entrada al Libro Guinness de los Récords como la banda virtual más exitosa. El disco fue nominado para los Mercury Prize en 2001, pero esta nominación fue más tarde retirada a pedido de la banda.
Su segundo álbum de estudio, Demon Days, fue editado en el año 2005, e incluye canciones como «Feel Good Inc.», «Dare», «Dirty Harry», «Kids With Guns» y «El Mañana». Demon Days fue quíntuple platino en el Reino Unido, doble platino en Estados Unidos y obtuvo cinco nominaciones a los premios Grammy de 2006, ganando en la categoría mejor colaboración con voces. En noviembre de 2005 dieron la primera presentación de la gira Demon Days Live, en la que participaron varios de los músicos que habían grabado en el estudio. Gorillaz editó dos compilaciones de lados b y remixes llamados G-Sides y D-Sides que se publicaron en 2002 y 2007 respectivamente. Combinado las ventas de los discos Gorillaz y Demon Days, superaron las 15 millones de copias vendidas.
Gorillaz editó su tercer disco de estudio, Plastic Beach a comienzos de 2010, el álbum fue recibido con grandes elogios y fue seguido de una gira mundial. En diciembre de 2010 la banda editó un disco llamado The Fall, el cual se grabó en 32 días durante la gira norteamericana en el iPad de Damon, inicialmente fue publicado como regalo de Navidad en la página del club de fanes de Gorillaz, para ser editado en CD y Vinilo meses más tarde en el 2011, sin embargo The Fall no recibió muy buenas críticas.
La banda también aparece en la canción de Snoop Dogg «Sumthing' Like this Night» del álbum Doggumentary. En noviembre de 2011, la banda anunció que el 23 de febrero de 2012, Gorillaz lanzaría una nueva colección de zapatillas Converse diseñadas por Jamie Hewlett. Gorillaz estrena una canción como parte de la campaña para Converse, la canción es DoYaThing y cuenta con la colaboración de James Murphy de LCD Soundsystem y Andre 3000 de Outkast. También en 2011 con motivo del 10 aniversario del lanzamiento del primer disco, se lanzó el recopilatorio The Singles Collection 2001–2011.
En una entrevista en 2012, Albarn habló sobre la posibilidad de que Gorillaz no vuelva a editar material nuevo. Su relación con Hewlett se amargó cuando Albarn decidió que para la gira Escape from Plastic Beach no iba a ser prominente el rol de la animación. Albarn más tarde rescindió este reclamo, declarando «Cuando Jamie y yo resolvamos nuestras diferencias, estoy seguro que habrá nuevo álbum».
Más tarde, en una entrevista por su gira como solista, Albarn dijo que en 2016 habría un nuevo álbum. Días después, Hewlett publicó en Instagram los dibujos de los personajes en esta «nueva fase».
El 28 de abril de 2017 Albarn volvería a sacar un disco llamado Humanz con 20 canciones en dicho álbum (6 extra en la versión deluxe y 15 extra en la versión super deluxe). Contando con críticas tanto negativas como positivas, pero a defensa de lo criticado es que desde Plastic Beach el equipo ha intentado probar nuevos ritmos y estilos así como malas críticas por la animación que se recupera del video animado 19-2000. El álbum fue seguido por una gira que duró un año entero, en la que visitaron diversos países, incluyendo algunos que nunca habían visitado; también durante la gira se dio la primera edición del Demon Dayz Festival en Margate, Inglaterra. Humanz por su parte es el disco de Gorillaz más largo y su gira mundial es la más larga que ha hecho la banda.
En 2018, Albarn dio más historia a Gorillaz sacando un sexto álbum The Now Now, del cual contó con la participación de George Benson, Jamie Principle y Snoop Dogg, también seguida de una gira mundial en la que también se llevó a cabo la segunda edición del Demon Dayz Festival en Los Ángeles, California, donde sorpresivamente se toco un cover de la canción Song 2 de Blur junto a Graham Coxon.
En 2020, junto a Jamie Hewlett iniciaron un proyecto con Gorillaz llamado Song Machine el cual consiste en una colección de singles y videoclips. La serie audiovisual contó con 9 episodios en los que hubo gran variedad de ritmos y estilos musicales. También contó con colaboraciones estelares como Elton John, 6lack, Fatoumata Diawara y más. Además con la salida del disco, se publicaron una serie de cortos en los que los personajes de la banda conversan.
Existen rumores de una posible segunda parte del álbum Song Machine.
En 2021 publicó un EP llamado Meanwhile... EP junto con Jelani Blackman, Barrington Levy, AJ Tracey y Alicaì Harley lanzado como un desahogo de la cuarentena y la tristeza de la cancelación de muchos eventos a causa de esta.

### Carrera como solista
Albarn publicó Mali Music en 2002. Como el nombre sugiere, las grabaciones del álbum, fueron realizadas en Malí, un viaje que hizo para ayudar a Oxfam en 2000. También ha visitado Nigeria para grabar música con el baterista africano Tony Allen. Albarn dice que le gustaría producir un álbum de Blur en Bagdad ya que «le gusta el estilo musical iraquí».
En 2003, también publicó Democrazy, una colección de demos que grabó mientras estaba en habitaciones de hotel en la gira estadounidense de Think Tank.
Albarn también ha aparecido en otros trabajos. Su canción «Closet Romantic» apareció en la banda sonora de Trainspotting junto con la canción de la primera época de Blur, «Sing». El álbum de 2004 de Fatboy Slim llamado Palookaville contenía una canción con las voces de Albarn, «Put It Back Together». Albarn ha dado la voz de introducción y coros para el álbum conceptual de rap Deltron 3030. El álbum fue producido por Dan the Automator, que también produjo el primer álbum de Gorillaz.
Albarn también ha compuesto junto a Michael Nyman la banda sonora de la película Ravenous de 1999 con Guy Pearce y Robert Carlyle. Se describe como «una espeluznante mezcla de orquestación sinfónica y ragtime pesado» que iba bien con los temas canibalísticos de la película.
El dúo anunció que iniciará la grabación de su próximo material, con ello agregaron que posiblemente para este regreso, los muñecos animados cambiarían.
Damon Albarn, compositor de la agrupación, aseguró que durante sus vacaciones de verano, los integrantes pensaron darle otra imagen a la banda y por ello Jamie, diseñador de los dibujos animados, creó algunos bocetos de lo que serán los nuevos personajes, aunque aún no saben cuáles serán los definitivos.
Albarn publicó su primer álbum solista titulado Everyday Robots (2014) y da comienzo a su gira con The Heavy seas. Se hizo tiempo también para algunos trabajos individuales como Mr. Tembo, basado en un elefante bebé huérfano que Damon conoció durante un viaje a Tanzania, con un emotivo acompañamiento del coro de la iglesia Pentecostal City Mission Church en Leytonstone.
En 2019, Albarn reveló detalles sobre un nuevo álbum solista llamado The Nearer the Fountain, More Pure the Stream Flows. Ese mismo año, hizo un concierto digital con la música de The Nearer Fountain por Tokyo Boiler Room, para anunciar el disco. En 2021, Albarn finalmente firmó con la disquera Transgressive Records para lanzar el álbum. El 22 de junio, una canción con el mismo nombre del álbum fue publicada, a la vez que se dio a conocer la fecha de lanzamiento del álbum: el 12 de noviembre de 2021.

### The Good, the Bad & the Queen
En julio de 2006, Albarn forma una nueva banda, The Good, the Bad & the Queen, la cual cuenta con grandes músicos como el exbajista de The Clash, Paul Simonon; el exguitarrista de The Verve, Simon Tong (quien colaboró con Blur en la gira del disco Think Tank y con Gorillaz en Demon Days); y el baterista nigeriano Tony Allen, famoso por participar en la banda de Fela Kuti, África 70. En enero de 2007, la banda lanza su álbum debut homónimo. En noviembre de 2018, la banda lanza su segundo álbum Merrie Land.

### Rocket Juice and The Moon: Damon Albarn + Flea + Tony Allen
El disco fue lanzado en 2012 con el mismo nombre del grupo. Con un estilo predominante de música afrobeat, de la mano de Tony Allen, baterista de África 70, quién también participó con Damon en The Good, the Bad & the Queen y Flea, bajista de la banda Red Hot Chili Peppers.

### Doctor Dee
Doctor Dee se trata de una ópera creada por Damon Albarn en el año 2011 para el Festival Internacional de Mánchester.
La ópera está inspirada en la vida del científico y astrónomo inglés John Dee.

### DRC Music
Damon Albarn anunció en julio de 2011, haber viajado a África para grabar un nuevo proyecto similar a Mali Music, con el nombre de DRC Music. El álbum cuenta con participaciones de Dan the Automator, XL Recordings chief Richard Russell, London DJ Darren Cunningham, Totally Enormous Extinct Dinosaurs, Jneiro Jarel, Marc Antoine, Jo Gunton, Kwes y algunos músicos locales.
El álbum es llamado Kinshasa One Two; tiene fecha de salida digital para el 4 de octubre y salida en forma física para el 8 de noviembre. Todo el fondo recaudado será donado a Oxfam.

## Carrera en la actuación
Albarn actuó en la película Face (1997), dirigida por Antonia Bird. La película está protagonizada por Robert Carlyle y Ray Winstone. Albarn también participó en el cortometraje animado Anna and the Moods (2007), junto a Terry Jones y Björk Monsters university Sullivan.

## Discografía

### Álbumes de estudio
- Everyday Robots (2014)
- The Nearer the Fountain, More Pure the Stream Flows (2021)

### Álbumes en vivo
- Live at the De De De Der (2014)

### EPs
- Democrazy (2003)
- Live from SoHo (iTunes Exclusive EP) (2007) (con The Good, the Bad and the Queen)
- Leave-Taking EP (2012)

### Álbumes colaborativos
- Mali Music (2002) (con Afel Bocoum, Toumani Diabaté and Friends)
- The Good, the Bad and the Queen (2007) (con Tony Allen, Paul Simonon y Simon Tong)
- Kinshasa One Two (2011) (parte de DRC Music)
- Rocket Juice & the Moon (2012) (con Flea y Tony Allen)
- Maison Des Jeunes (2013) (parte de Africa Express)
- In C Mali (2014) (parte de Africa Express)
- The Orchestra of Syrian Musicians and Guests (2016) (con Africa Express)
- Merrie Land (2018) (parte de The Good, the Bad and the Queen)